# 176 Iduna
Iduna (asteroide 176) é um asteroide da cintura principal com um diâmetro de 121,04 quilómetros, a 2,6627646 UA. Possui uma excentricidade de 0,1648223 e um período orbital de 2 079,33 dias (5,7 anos).
Iduna tem uma velocidade orbital média de 16,68075904 km/s e uma inclinação de 22,58379º.
Este asteroide foi descoberto em 14 de Outubro de 1877 por Christian Peters.
Este asteroide recebeu este nome em homenagem à deusa Iduna da mitologia nórdica.